# Victor Dave

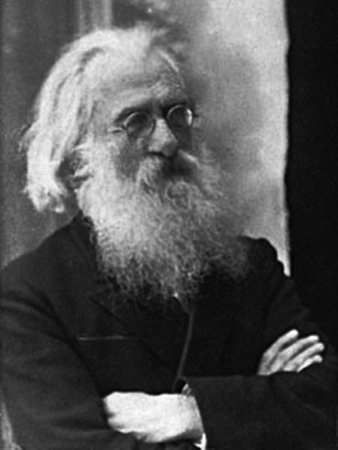
Victor Dave (ca. 1910)

Victor Dave (* 25. Februar 1845 in Jambes, heute ein Stadtteil von Namur, Belgien; † 31. Oktober 1922 in Paris) war ein belgischer Journalist und Anarchist.

## Leben

### Frühes Leben
Victor Dave war Sohn des Präsidenten des belgischen Rechnungshofes und studierte in Lüttich und an der Freien Universität Brüssel. Während seiner Studienzeit kam er mit sozialistischen Ideen in Berührung und nahm am Internationalen Kongress sozialistischer Studenten in Lüttich teil. Im Jahr darauf wurde Dave Mitglied der Internationalen Arbeiterassoziation und ab 1869 ein Mitglied des Generalrats. Nach dem Ausschluss von Michail Bakunin und James Guillaume aus der Internationale am Haager Kongress 1872 ergriff er Partei für den antiautoritären Teil und verlas eine Protestnote, in der er das Funktionieren des Generalrat und insbesondere Karl Marx kritisierte.
In der Folge war Victor Dave in der anarchistischen Bewegung tätig und knüpfte enge Freundschaften mit deutschen Sozialisten und Anarchisten. Er gehörte zu den aktivsten Mitgliedern der belgischen Föderation der Internationale und schrieb in ihrem Auftrag unter anderem einen Aufruf an Bauern und Landarbeiter. Dave hielt sich im Juni und Juli 1873 in Katalonien auf und nahm dort am kantonalistischen Aufstand teil. Im September nahm er als belgischer Delegierter am Kongress der antiautoritären Internationale in Genf teil.

### Festnahme und „Bruderkrieg“
1878 zog Victor Dave nach Paris, heiratete dort und wurde zwei Jahre später aufgrund seiner politischen Aktivitäten des Landes verwiesen. Er war kollektivistischer Anarchist und freundete sich in London mit Johann Most an. Als er für Most 1881 Propagandaschriften nach Deutschland lieferte, wurde er von der Polizei gefasst und wegen Hochverrat und Verletzung der Sozialistengesetze zu fünf Jahren Gefängnis verurteilt. Nachdem Dave zweieinhalb Jahre seiner Haft verbüßt hatte, wurde er freigelassen und kehrte nach London zurück.
In London war Victor Dave einer der Hauptbeteiligten am sogenannten Bruderkrieg innerhalb der deutschen anarchistischen Bewegung im Exil. Dabei griffen Dave und Johann Most den österreichischen Anarchokommunisten Josef Peukert wegen seiner Beziehungen zum vermeintlichen Polizeispitzel Theodor Reuß an. Josef Peukert beschuldigte im Gegenzug Victor Dave ein Polizeiagent zu sein und nahm Reuß in Schutz. Reuß verriet später den deutschen Anarchisten Johann Neve, der von der deutschen Polizei festgenommen wurde und während der Haft starb. Auf einen weiteren Angriff von Dave folgten Anschuldigungen von Peukert, der Dave für die Festnahme verantwortlich machte. Der Bruderkrieg hatte katastrophale Auswirkungen auf die anarchistische Bewegung in Deutschland und in geringerem Maße die anarchistische Bewegung in England. Dave wurde in der Folge aus dem Communistischen Arbeiter-Bildungs-Verein ausgeschlossen.

### Journalistische Tätigkeit
Victor Dave war später in der Socialist League tätig und schrieb für deren Organ, den Commonweal. Er lernte Max Nettlau kennen und führte ihn in die Ideen des Anarchismus ein. Nach der Aufhebung seiner Einreisebeschränkung in Frankreich, kehrte Dave nach Paris zurück. Er schrieb für L'Humanité und gab später zwischen 1903 und 1904 die Revue générale de bibliographie française heraus. Den Rest seines Lebens arbeitete er als Korrektor.
Nach dem Ausbruch des Ersten Weltkriegs gehörte Victor Dave zu den Unterstützern des Manifests der Sechzehn und unterzeichnete einen Nachdruck des Manifests. Er starb am 31. Oktober 1922 in Paris und liegt im Friedhof Père-Lachaise begraben.